# 京都市立山階小学校
京都市立山階小学校（きょうとしりつ さんかいしょうがっこう）は、京都府京都市山科区西野大手先町にある公立小学校。

## 沿革
- 1872年（明治5年）5月6日開校
- 1880年（明治13年）4月16日 - 東野校から山階校と名称変更
- 1887年（明治20年）11月 - 宇治郡第一高等小学校を併設して山階尋常小学校と名称変更
- 1892年（明治25年）12月 - 宇治郡第一高等小学校を廃し、山階高等小学校を新設
- 1898年（明治31年）3月31日 - 山階尋常高等小学校と改称
- 1931年（昭和6年）4月1日 - 京都市編入により京都市立山階尋常高等小学校と改称
- 1934年（昭和9年）9月21日 - 室戸台風で校舎の一部が損壊。
- 1941年（昭和16年）4月1日 - 京都市立山階国民学校と改称。
- 1947年（昭和22年）4月1日 - 京都市立山階小学校と改称。京都市立山科中学校を2年間併設。
- 1972年（昭和47年） - 創立100周年。
- 1991年（平成3年）月 - 埋蔵文化財調査により、校地から山科本願寺土塁跡の基底部が発掘される。
- 1994年（平成6年） - 創立120周年。
- 2022年（令和4年）‐創立150周年。

## 通学区域
- 山科区
  - 音羽野田町（外環状線以西）、音羽役出町（外環状線以西）、厨子奥若林町（70-9，-10，-11，-12，72～75番地）、竹鼻サイカシ町、竹鼻地蔵寺南町、竹鼻四丁野町、竹鼻竹ノ街道町（府道四ノ宮四ツ塚線以南）、竹鼻堂ノ前町・竹鼻西ノ口町・西野阿芸沢町（団地中央道路以東）西野今屋敷町（中央東西道路以南・団地中央道路以東）、西野大手先町、西野山階町（国道1号以北・団地中央道路以東）、西野様子見町（団地中央道路以東）、西野離宮町（国道1号以北）、東野片下リ町（国道1号以北）、東野北井ノ上町、東野狐藪町（国道1号以北）、御陵大津畑町（府道四ノ宮四ツ塚線以南）、御陵四丁野町

卒業生は基本的に京都市立安祥寺中学校へ進学する。

## 周辺
- 京都市立安祥寺中学校
- 京都山科西野郵便局
- 山科中央公園
- 蓮如御廟
- 西本願寺山科別院
- 東本願寺山科別院

- 山科川

## アクセス
- 京都市営地下鉄東西線 東野駅から西へ300m
- 東海道本線（琵琶湖線） 山科駅から南へ1km
- 京阪バス 国道東野バス停下車　北へ300m
- 京都府道117号小野山科停車場線（醍醐街道）沿い